# Бомблінець
Бомблінець (пол. Bąbliniec) — село в Польщі, у гміні Оборники Оборницького повіту Великопольського воєводства.
Населення — 108 осіб (2011).
У 1975-1998 роках село належало до Познанського воєводства.

## Демографія
Демографічна структура станом на 31 березня 2011 року:
|          | Загалом | Допрацездатний вік | Працездатний вік | Постпрацездатний вік |
| -------- | ------- | ------------------ | ---------------- | -------------------- |
| Чоловіки | 61      | 18                 | 41               | 2                    |
| Жінки    | 47      | 8                  | 30               | 9                    |
| Разом    | 108     | 26                 | 71               | 11                   |